# Јавно здравствена претња од међународног значаја
Јавно здравствена претња од међународног значаја (УСППИ) је изјава Светске здравствене организације (СЗО) када је утврђено да је ванредни догађај ризик за јавно здравље у другим државама због опасности од међународног ширења болести и може захтевати координисано међународно деловање. Изјаву објављује Одбор за ванредне ситуације којег сачињавају међународни стручњаци.

## Контекст
Након избијања епидемије САРС-а 2002-2003 и 2005. године, Светска здравствена организација је усвојила „Међународне здравствене прописе”. Ово последње јача дужности државе у питањима надзора и деловања у случају болести. Овај пропис обавезује сваку државу да процени и обавести СЗО о здравственим ризицима који се налазе на њеној територији.

## Одбор за ванредне ситуације
Одбор за ванредне ситуације основан је 2005. године. Чланови, које именује генерални директор СЗО-а на захтев државе потписнице, поседују техничко знање из области контроле болести, вирологије, вакцине или епидемиологије заразних болести.
Генерални директор СЗО-а требало би да се консултује са Комитетом пре него што прогласи или не јавно здравствену претњу од међународног значаја.

## Претходне декларације
| Период  | Патоген     | Патологија     | Мотив                 | Број заражених | Број преминулих |
| ------- | ----------- | -------------- | --------------------- | -------------- | --------------- |
| 2009–10 | Х1Н1        | Грип           |                       | 1,632,710      | 151,700–575,400 |
| 2013–16 | Ebola       | Ebola          |                       | 28,646         | 11,323          |
| 2014    | Полиовирус  | Полиомијелитис | Повећан број оболелих |                |                 |
| 2015–16 | Zika        | Zika           |                       |                |                 |
| 2018–20 | Ebola       | Ebola          |                       | 3,805(*)       | 2,268(*)        |
| 2019–20 | Kоронавирус | Упала плућа    |                       | 77,556,703(*)  | 1,706,513(*)    |

(*) на дан: 22. децембар 2020.
Светска здравствена организација је прогласила међународну ванредну ситуацију у јавном здравству шест пута:
- 2009. године, за грип А (Х1Н1)
- 2014. године, за полио вирус
- 2014. године, за епидемију вируса еболе у западној Африци
- 2016. године, за епидемију грознице Зика у Америци
- 2018. године, за епидемију вируса еболе у Кивуу
- 2020. године, за пандемију коронавируса